# Enio Sacilotto
Enio Sacilotto (1959.) umirovljeni je kanadski hokejaš na ledu i današnji trener. Vodio je Hrvatsku reprezentaciju do 18 godina na Svjetskom prvenstvu Divizije II do brončane medalje. Uz trenerske vještine Sacilotto govori četiri svjetska jezika te uspješno upravlja vlastitom tvrtkom International Ice Hockey System Inc. koja organizira ljetne kampove i trenerske seminare.

## Karijera

### Početci i inozemstvo
Sacilotto je rodom iz kanadskog Vancouvera. Aktivno je igrao hokej za sveučilišta Brandon i British Colombia. 1983. godine diplomirao je Sportske znanosti i fizičku kulturu, a u svojoj bogatoj trenerskoj karijeri trenirao je mnoge klubove u Kanadi i Europi. Sacilotto je bio proglašen trenerom godine u kanadskoj West Coast Junior ligi u sezoni 1982./83. Sezone 1994./95. bio je prvak BCHL Kanadske lige i All-Star trener, a isto ponavlja u sezoni 1995./96. kada osvaja drugo mjesto, no i dalje ostaje na poziciji All-Star trenera. Sezone 1998./99. kao prvi pomoćni trener osvaja naslov prvaka švicarske A lige s klubom HC Luganom, a sljedeće sezone s istom ekipom ostavio je trag i na međunarodnoj sceni, doguravši do četvrtog mjesta u Europi. U sezoni 2006./07. osvaja dansku titulu Pokal Cup Champions s klubom Rødovre M. B.

### Medveščak
Nakon ulaska hrvatskog Medveščaka u prestižnu austrijsku EBEL ligu, 1. kolovoza 2009. preuzeo je mjesto novog službenog trenera zagrebačkih "Medvjeda". Zajedno s novopridošlim direktorom hokejaških operacija Douglasom Bradleyem složio je potpuno novu momčad. Početkom sezone najavio je borbu "Medvjeda" za ulazak u doigravanje. Od 24. studenog 2009. Sacilotto više nije trener hokejaša Medveščaka. Razlozi otkaza leže u četiri uzastopna poraza kojima je kompromitirana veoma dobra pozicija koju su "Medvjedi" imali, što je bila kap koja je prelila čašu strpljenja Uprave. Na njegovo mjesto uprava kluba dovela je negdašnjeg šefa struke NY Rangersa Teda Satora, no nije ga i potpuno izbacila iz kluba i, prije svega, hrvatskoga hokeja. Sacilotto će, naime, ostati na funkciji trenera Medveščaka II, a uz to će voditi i mladu hrvatsku U20 reprezentaciju.

## Vanjske poveznice
- Službena stranica
- Profil na The Internet Hockey Database